# Ahmed Sanakrah
Ahmed Sanakrah (ur. ?, zm. 18 stycznia 2008) - palestyński przywódca oddziału Brygad Męczenników Al-Aksy. 
Za ataki terrorystyczne na Izrael poszukiwany był już na rok przed śmiercią. Zginął 18 stycznia 2008 r., w obozie dla uchodźców Balata koło Nablusu w starciu z żołnierzami izraelskimi, a trzech innych członków Brygady Al.-Aksy zostało schwytanych. 